# کریپتونیشیدائه
کریپتونیشیدائه (نام علمی: Cryptoniscidae) تیره‌ای از راسته جورپایان است. شرح اصلی این خانواده توسط کاسمن (به انگلیسی: Kossmann) در سال ۱۸۸۰ صورت پذیرفت. اعضای این خانواده هایپرپارازیت هستند و و میزبان آن‌ها کشتی‌چسب‌هایی هستند که خود انگل ده‌پایان می‌باشد.

## رده‌بندی
رده‌بندی این خانواده شامل هشت جنس می‌باشد که عباتند از:
- Avada Boyko, 2014
- Cabirnalia Boyko & van der Meij, 2018
- Cryptoniscus Müller, 1864
- Danalia Giard, 1887
- Enthylacus Pérez, 1920
- Eumetor Kossmann, 1872
- Liriopsis Schultze in Müller, 1859
- Zeuxokoma Grygier, 1993